# Truellum rubricaule
Truellum rubricaule är en slideväxtart som först beskrevs av Adelbert von Chamisso, och fick sitt nu gällande namn av Sojak. Truellum rubricaule ingår i släktet Truellum och familjen slideväxter. Inga underarter finns listade i Catalogue of Life.